# فرودگاه ولز (آلاسکا)
فرودگاه ولز (آلاسکا)  (به انگلیسی: Wales Airport (Alaska))  یک فرودگاه همگانی  با کد یاتا WAA است که یک باند فرود شن دارد و طول باند آن ۱۲۱۹ متر است. این فرودگاه در  کشور ایالات متحده آمریکا قرار دارد و در ارتفاع ۷ متری از سطح دریا واقع شده است.